# Ottange
Ottange (en luxembourgeois : Ëtteng) est une commune française située dans le département de la Moselle, en région Grand Est.

## Géographie
La commune est composée d'Ottange et Nondkeil. Ottange est située à la frontière franco-luxembourgeoise, à vingt-cinq kilomètres de la capitale du Luxembourg, et cinquante kilomètres de Metz.

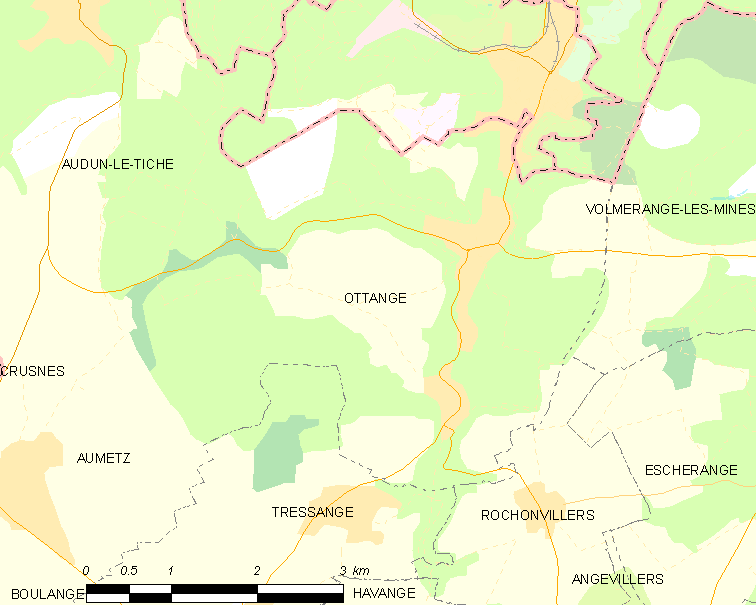

### Accès
Une partie de la frontière franco-luxembourgeoise est matérialisée par la route départementale D 59.

### Communes limitrophes
| Audun-le-Tiche    | Rumelange ( Luxembourg) |                      |
|                   | Ottange                 | Volmerange-les-Mines |
| Aumetz, Tressange |                         | Rochonvillers        |

### Hydrographie

#### Réseau hydrographique
La commune est située dans le bassin versant du Rhin au sein du bassin Rhin-Meuse. Elle est drainée par le ruisseau Kaelbach.

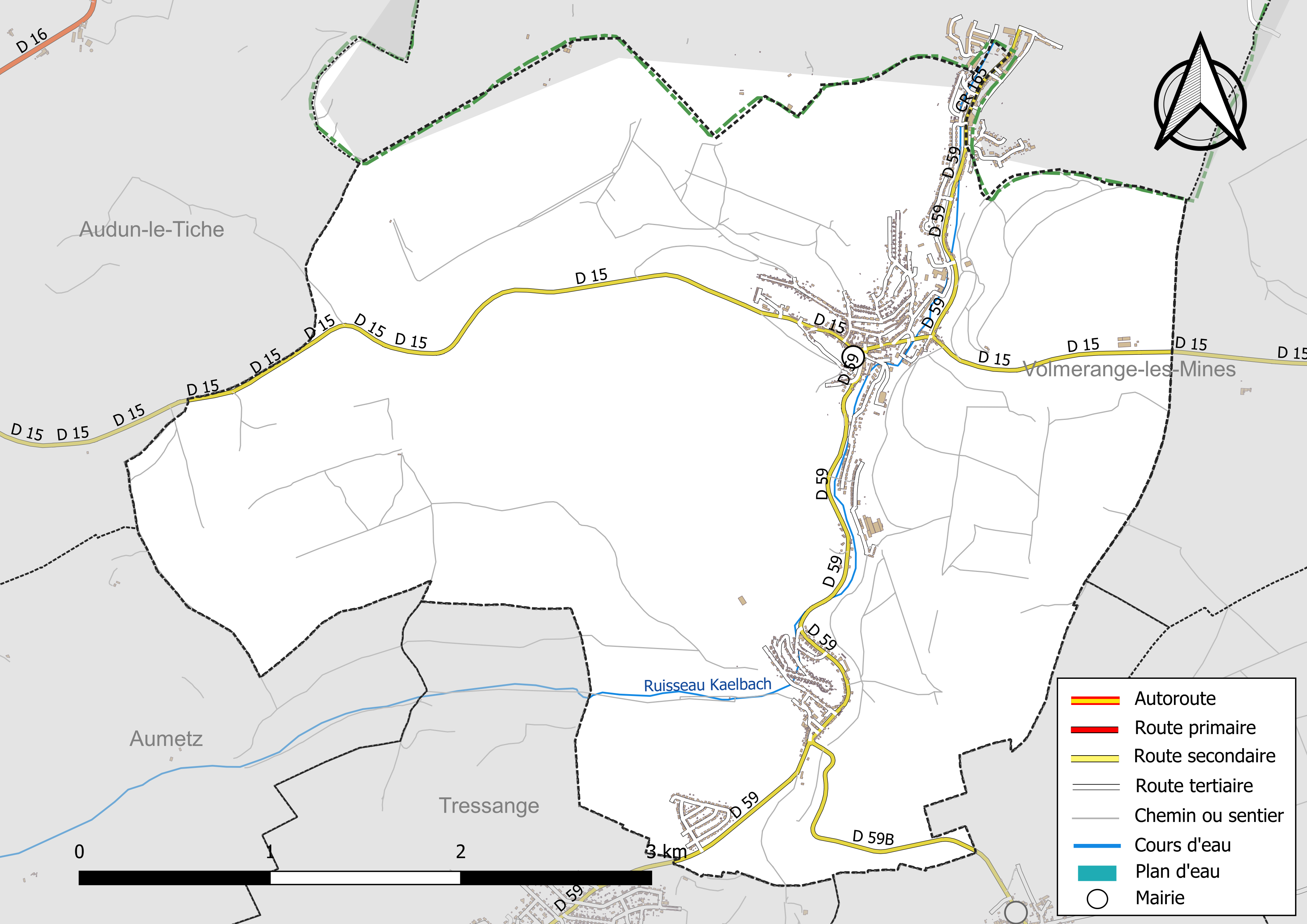
Réseaux hydrographique et routier d'Ottange.

#### Gestion et qualité des eaux
Le territoire communal est couvert par le schéma d'aménagement et de gestion des eaux (SAGE) « Bassin ferrifère ». Ce document de planification, dont le territoire correspond aux anciennes galeries des mines de fer, des aquifères et des bassins versants associés, d'une superficie de 2 418 km2, a été approuvé le 27 mars 2015. La structure porteuse de l'élaboration et de la mise en œuvre est la région Grand Est. Il définit sur son territoire les objectifs généraux d’utilisation, de mise en valeur et de protection quantitative et qualitative des ressources en eau superficielle et souterraine, en respect des objectifs de qualité définis dans le SDAGE  du Bassin Rhin-Meuse.

### Climat
Pour des articles plus généraux, voir Climat du Grand Est et Climat de la Moselle.
En 2010, le climat de la commune est de type climat de montagne, selon une étude du Centre national de la recherche scientifique s'appuyant sur une série de données couvrant la période 1971-2000. En 2020, Météo-France publie une typologie des climats de la France métropolitaine dans laquelle la commune est exposée à un climat semi-continental et est dans la région climatique  Lorraine, plateau de Langres, Morvan, caractérisée par un hiver rude (1,5 °C), des vents modérés et des brouillards fréquents en automne et hiver. 
Pour la période 1971-2000, la température annuelle moyenne est de 9,2 °C, avec une amplitude thermique annuelle de 16,6 °C. Le cumul annuel moyen de précipitations est de 840 mm, avec 12,9 jours de précipitations en janvier et 9,6 jours en juillet. Pour la période 1991-2020, la température moyenne annuelle observée sur la station météorologique de Météo-France la plus proche, « Malancourt », sur la commune d'Amnéville à 22 km à vol d'oiseau, est de 10,2 °C et le cumul annuel moyen de précipitations est de 884,1 mm. 
La température maximale relevée sur cette station est de 39,3 °C, atteinte le 25 juillet 2019 ; la température minimale est de −17,9 °C, atteinte le 5 janvier 1985,,. 
Les paramètres climatiques de la commune ont été estimés pour le milieu du siècle (2041-2070) selon différents scénarios d'émission de gaz à effet de serre à partir des nouvelles projections climatiques de référence DRIAS-2020. Ils sont consultables sur un site dédié publié par Météo-France en novembre 2022.

## Urbanisme

### Typologie
Au 1er janvier 2024, Ottange est catégorisée ceinture urbaine, selon la nouvelle grille communale de densité à sept niveaux définie par l'Insee en 2022.
Elle appartient à l'unité urbaine de Kayl (LUX)-Ottange (partie française), une agglomération internationale constituant une ville isolée,. Par ailleurs la commune fait partie de l'aire d'attraction de Luxembourg (partie française), dont elle est une commune de la couronne,. Cette aire, qui regroupe 115 communes, est catégorisée dans les aires de 700 000 habitants ou plus (hors Paris),.

### Occupation des sols
L'occupation des sols de la commune, telle qu'elle ressort de la base de données européenne d’occupation biophysique des sols Corine Land Cover (CLC), est marquée par l'importance des forêts et milieux semi-naturels (54,8 % en 2018), en diminution par rapport à 1990 (59,5 %). La répartition détaillée en 2018 est la suivante : 
forêts (54,8 %), terres arables (30,3 %), zones urbanisées (8 %), mines, décharges et chantiers (6,9 %). L'évolution de l’occupation des sols de la commune et de ses infrastructures peut être observée sur les différentes représentations cartographiques du territoire : la carte de Cassini (XVIIIe siècle), la carte d'état-major (1820-1866) et les cartes ou photos aériennes de l'IGN pour la période actuelle (1950 à aujourd'hui).

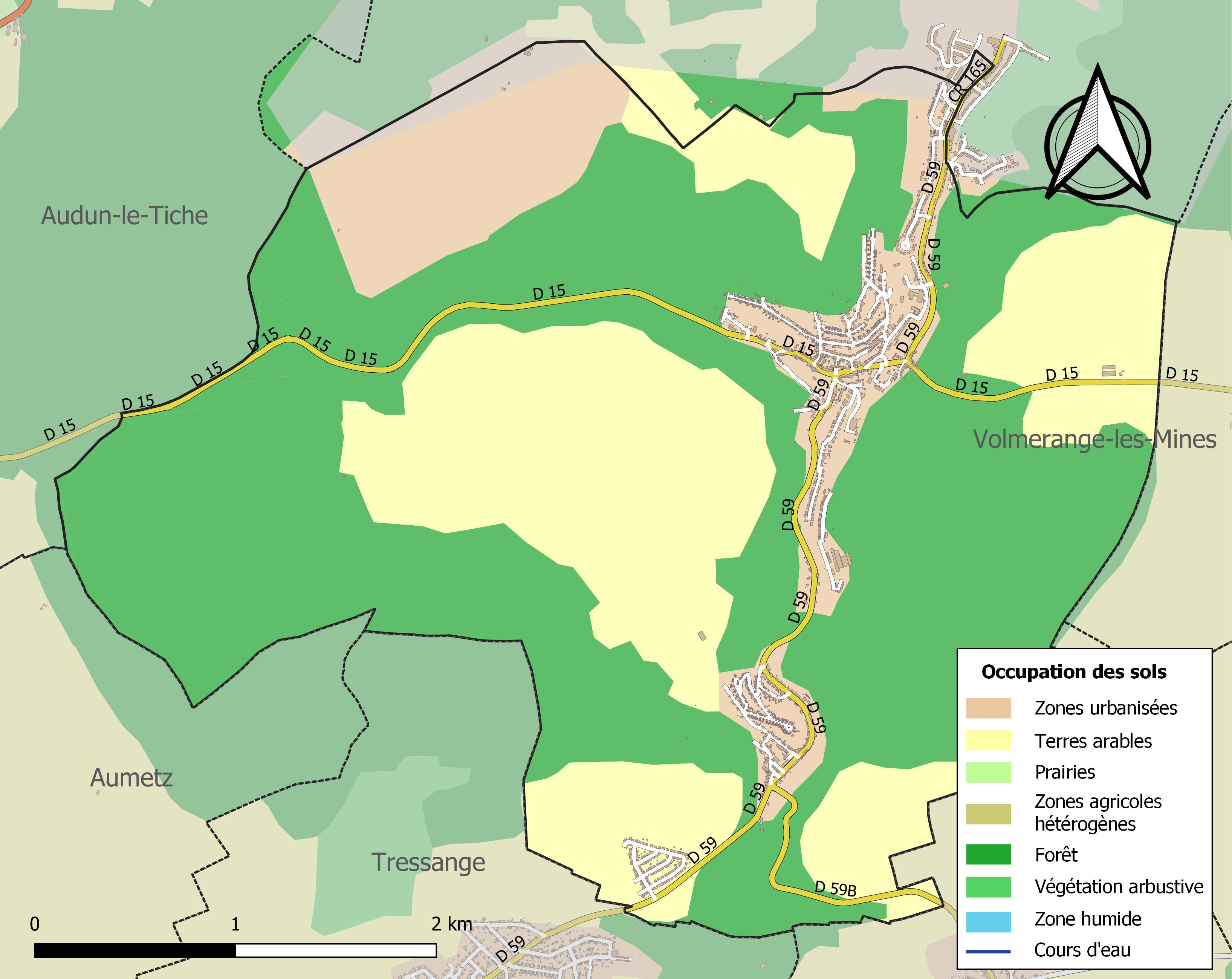
Carte des infrastructures et de l'occupation des sols de la commune en 2018 (CLC).

## Toponymie
- D'un nom d'homme Germanique Otto[16] + suffixe -ing : « domaine de Otto ». Le -ing fut francisé en -ange.
- Ancien noms[17],[18] : Ottingin (1051), Othinge (1056), Othinga (1093), Ottingen (1181 et 1235), Otanges (1256), Otingen (1260), Etingen (1450), Ottingen (XVIIIe siècle, pouillé de Trèves), Ottange (1793), Ottingen (1940-1944).
- Öttingen en allemand[17]. Otténg[19] et Ëtteng en luxembourgeois.

Le suffixe -ange est la forme donnée (renommage administratif)  à la place du suffixe germanique -ing (« domaine »), lors de l'avancée du Duché de Bar vers 1200. Le nom des villages ayant leur finale en -ing ou -ingen a été francisé par onomatopée en -ange.

## Histoire

Armoiries des seigneurs d'Ottange représentant une Harpie.

Citée en 1051 sous le nom de Ottingin, Ottange dépendait de l’ancien duché de Bar et était rattaché au bailliage de Villers-la-Montagne après 1750. Était également une paroisse de l’ancien archevêché de Trèves.
Du XIIIe au XVIIIe siècle, la seigneurie appartenait à la famille d’Eltz, puis d’Hunolstein. Christophe d’Eltz y établit des hauts fourneaux en 1518.
Commune indépendante jusqu’en 1812, Nondkeil est depuis cette date rattachée à la commune de Ottange.
En 1817, Ottange, village de l’ancienne province du Barrois, avait pour annexes les villages de Nondkeil et de Rochonvillers (Ruxweiler). À cette époque, il y avait 537 habitants répartis dans 106 maisons. À Nondkeil, village de l’ancienne province du Barrois, il y avait 176 habitants répartis dans 36 maisons. À Rochonvillers, village de l’ancienne province des Trois-Évêchés (après 1659), il y avait à cette époque 79 habitants répartis dans 52 maisons.

### Sidérurgie
Les hauts-fourneaux d’Ottange font partie des sites répertoriés les plus anciens. Au milieu du XIXe siècle, il semble que trois hauts-fourneaux y soient en activité. Au début du XXe siècle, la société de Rumelange exploite deux hauts-fourneaux à Ottange.

## Politique et administration
| Période       | Période                | Identité                     | Étiquette | Qualité                                                                       |
| ------------- | ---------------------- | ---------------------------- | --------- | ----------------------------------------------------------------------------- |
| maire en 1834 | ?                      | François Cochard (1809-1883) |           | Maître de forges à Montmédy Conseiller général                                |
| ?             | ?                      | Louis Dellandréa             | PCF       | Mineur de fer et de charbon                                                   |
| mars 1977     | mars 1989              | Henri Klenne                 | PCF       |                                                                               |
| mars 1989     | mai 2010 ( démission ) | Georges Oblet                | PS        |                                                                               |
| mai 2010      | En cours               | Fabienne Menichetti          | PS        | Remplaçante de Peggy Mazzero, conseillère départementale du canton d'Algrange |

## Démographie
L'évolution du nombre d'habitants est connue à travers les recensements de la population effectués dans la commune depuis 1793. Pour les communes de moins de 10 000 habitants, une enquête de recensement portant sur toute la population est réalisée tous les cinq ans, les populations de référence des années intermédiaires étant quant à elles estimées par interpolation ou extrapolation. Pour la commune, le premier recensement exhaustif entrant dans le cadre du nouveau dispositif a été réalisé en 2007.

En 2022, la commune comptait 3 012 habitants, en évolution de +0,94 % par rapport à 2016 (Moselle : +0,52 %, France hors Mayotte : +2,11 %).
| 1793 | 1800 | 1806 | 1821  | 1836  | 1841  | 1861  | 1866  | 1871  |
| ---- | ---- | ---- | ----- | ----- | ----- | ----- | ----- | ----- |
| 492  | 447  | 500  | 1 106 | 1 072 | 1 111 | 1 264 | 1 463 | 1 647 |

| 1875  | 1880  | 1885  | 1890  | 1895  | 1900  | 1905  | 1910  | 1921  |
| ----- | ----- | ----- | ----- | ----- | ----- | ----- | ----- | ----- |
| 1 815 | 1 680 | 1 914 | 1 764 | 1 790 | 2 310 | 2 409 | 3 276 | 2 437 |

| 1926  | 1931  | 1936  | 1946  | 1954  | 1962  | 1968  | 1975  | 1982  |
| ----- | ----- | ----- | ----- | ----- | ----- | ----- | ----- | ----- |
| 3 538 | 4 181 | 3 474 | 2 781 | 3 290 | 3 563 | 3 180 | 2 852 | 2 621 |

| 1990  | 1999  | 2006  | 2007  | 2012  | 2017  | 2022  | - | - |
| ----- | ----- | ----- | ----- | ----- | ----- | ----- | - | - |
| 2 482 | 2 590 | 2 674 | 2 685 | 2 705 | 3 043 | 3 012 | - | - |

## Économie

### Services
- Mairie
- Poste
- Gendarmerie
- Sapeurs-Pompiers
- Cimetière

### Santé
- EHPAD Le Plateau
- Médecin général
- Pharmacie
- Cabinet de Kinésithérapie, ostéopathie

### Commerces principaux
- Carrefour Express (Supermarché)
- Fleur de coton (Fleuriste)
- Borbiconi Immobilier (Agence immobilière)
- Oxilys'coiff (Salon de coiffure)
- Axelle toilettage (Toiletteur)
- Pompes Funèbres Léger (Entreprise de pompes funèbres)

### Restauration, Alimentation
- Boulangerie Feligetti (Boulangerie)
- Le pain des frontaliers (Boulangerie)
- Caf E Press (Café)
- Lescale (Café)
- Aux Fromages d'Or (Fromagerie)
- Snack ender (Kebab)

### Éducation
- École Maternelle
- École Primaire
- Lycée Professionnel Privé Saint André

### Sport, Culture
- Salle L'EON
- Salle polyvalente
- Tennis Club
- Terrain de football
- Terrain multisports (citystade derriere la gendarmerie)

### Energie
Les parcs éoliens de la Communauté de communes Pays-Haut Val d'Alzette ont été inaugurés sur le plateau Saint-Marc en Juillet 2019. Le parc éolien d'Ottange compte huit éoliennes, tandis que celui de Boulange en compte deux. Le projet a été lancé en 2011 et malgré les contestations, la municipalité et la communauté de communes ont réussi à le réaliser. Les dix éoliennes fournissent environ la moitié de la consommation électrique du territoire et s'inscrivent dans le projet de développement durable de la communauté. Les éoliennes mesurent 100 mètres de hauteur, avec un rotor de 100 mètres de diamètre, et une puissance totale de 20 mégawatts. Les éoliennes ont été installées et sont opérées par la société Ostwind.

## Culture locale et patrimoine

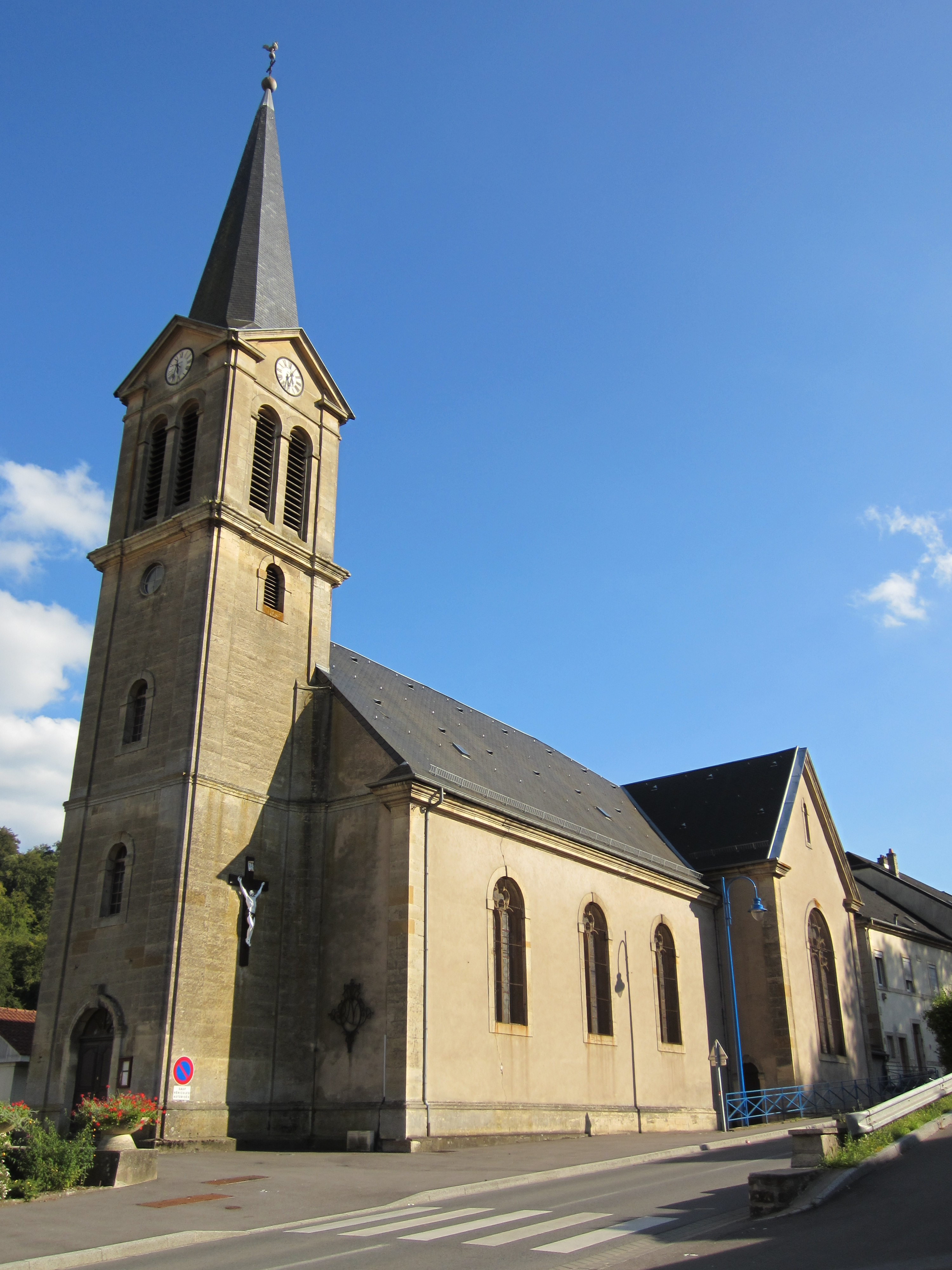
Église Saint-Willibrord d'Ottange.

Chapelle de Nondkeil.

### Lieux et monuments
- Nécropoles mérovingiennes.
- Château d'Ottange

#### Édifices religieux
- Église Saint-Willibrord (1757), remaniée au XIXe siècle ; relique de sainte Lucie, sépulture des d’Hunolstein.
- Croix Saint-Marc (campagne), croix Darata (village), croix Saint-Roch (forêt).
- Chapelle de Nondkeil.

### Personnalités liées à la commune
- Jean-Martin Wendel : maître de forge vers 1704, fondateur de l’empire sidérurgique « De Wendel ».
- Jean-Luc Bertrand : animateur de radio et télévision
- Christophe Borbiconi : footballeur professionnel
- Stéphane Borbiconi : footballeur professionnel
- Claude Bodziuch : footballeur professionnel
- Didier Casini : footballeur professionnel
- David Friio : footballeur professionnel, recruteur Manchester United, St-Étienne. Directeur technique de l’Olympique de Marseille.

### Héraldique
| Blason de Ottange | Blason  | D'or à deux marteaux de sable en sautoir, à l'écu en abîme de gueules chargé d'une aigle d'or, couronnée d'azur. |
| Blason de Ottange | Détails | Le statut officiel du blason reste à déterminer.                                                                 |